# برن (الصومال)
برن (بالصومالية: Badhan)‏ مدينة في محافظة سناج بولاية بونتلاند الصومالية.

## رؤية عامة

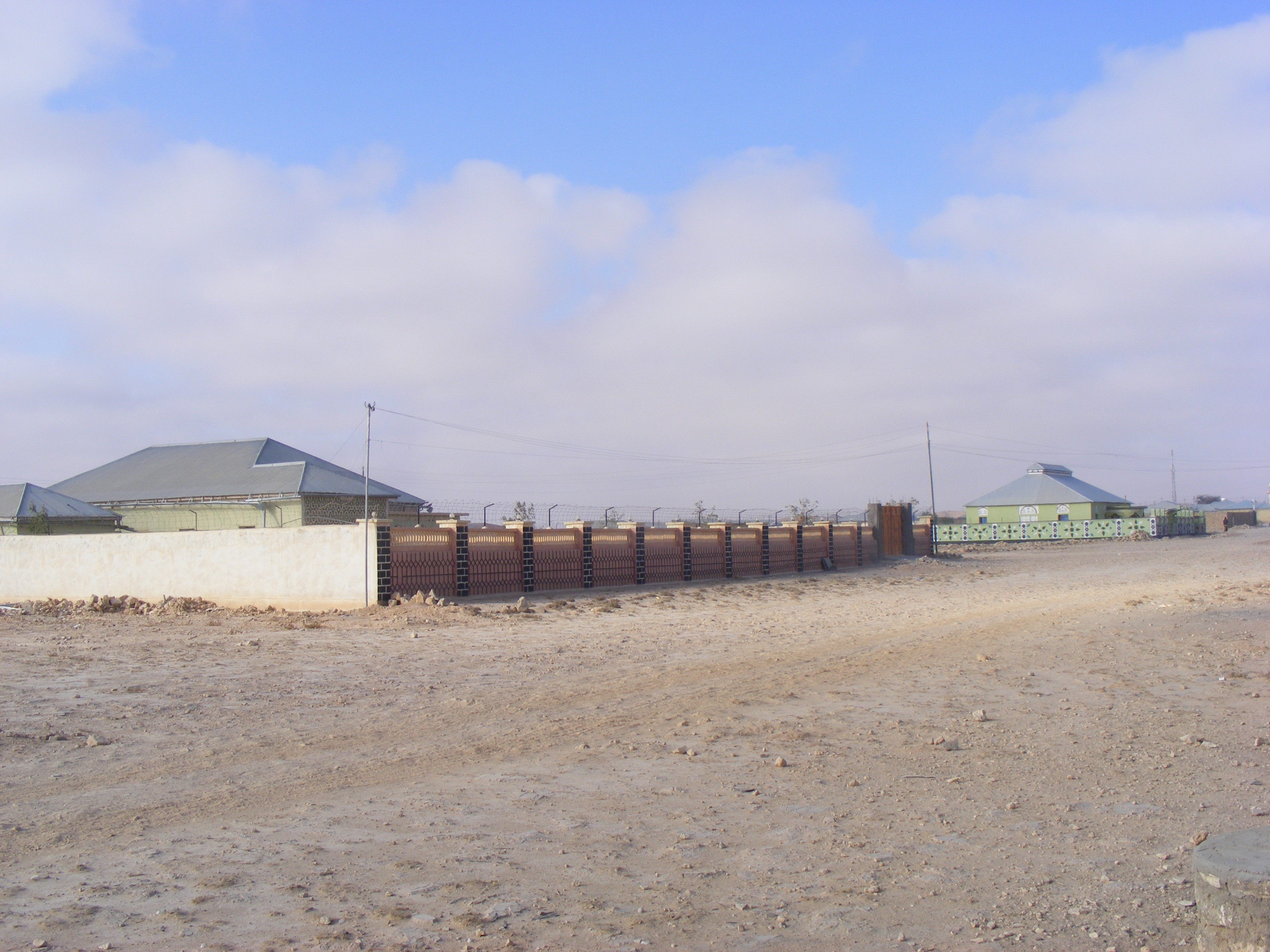
صورة لمنطقة سكنية في برن.

واجهت برن خطر الفيضانات خلال مواسم الأمطار. في عام 1971 سُميت المدينة بهذا الاسم نسبة لبئر قريب يسمى برن، واستوطن رعاة صوماليون من عشيرة ورسنغلي المنطقة لأول مرة في القرن الرابع عشر.
اشتهرت مدينة برن بكونها مسرح المعارك بين دولة الدراويش بقيادة السيد محمد عبد الله حسن وسلطنة ورسنغلي، حيث أمر السيد ببناء حصن كبير في المدينة. وتوجد في المدينة أطلال الحصن إلى اليوم.

## السياسة
كانت مدينة برن عاصمة لولاية ماخر التي تم دمجها لاحقًا في بونتلاند في يناير 2009. وكانت ولاية ماخر قد تأسست نتيجة صراع ولاية بونتلاند الصومالية وأرض الصومال الانفصالية على محافظة سناج.
في سبتمبر 2019 أجريت انتخابات المجالس المحلية في برن بمبادرة من وزارة الداخلية في حكومة بونتلاند وانتخب أحمد محمد تِمِر عمدة للمدينة في يناير 2021 نشرت بونتلاند قواتها في برن لمنع محاولات صوماليلاند لإجراء تسجيل الناخبين في المدينة. ووصل عبد الرشيد يوسف جبريل رئيس مجلس النواب في بونتلاند (البرلمان) إلى المدينة للإشراف على العملية.
تقلص نفوذ صوماليلاند في المدينة بعدم انشقّت جميع الميليشيات المحلية الموالية سابقًا لصوماليلاند لتنضم إلى بونتلاند، وعززت سيطرة بونتلاند على المدينة. 
في يناير 2018 زار وزير التخطيط والتعاون الدولي في حكومة الصومال الاتحادية جمال محمد حسن مدينتي برن وطهر بمحافظة سناج برفقة مسؤولين من بونتلاند. 
في 31 يناير 2023 بدأ تسجيل الناخبين لانتخابات حكومة بونتلاند المحلية في برن بمحافظة بإشراف لجنة انتخابات بونتلاند المؤقتة (TPEC) وهي هيئة مستقلة مهمتها إجراء انتخابات محلية حرة ونزيهة في بونتلاند.
خصصت مقاطعة برن التابعة لمحافظة سناج في بونتلاند 22 دائرة انتخابية. كما عملت فرقة TPEC الجوالة في القرى والمناطق الريفية لتسجيل والإشراف على التصويت. 
في 18 مارس 2023 قدمت TPEC القائمة الأولية الكاملة للناخبين المسجلين في مناطق بونتلاند والمواقع التي اكتمل فيها تسجيل الناخبين، وسُجل 22608 ناخبا في محافظة سناج، 17،784 منهم في 22 مركز اقتراع معد مسبقًا و 16 دائرة انتخابية تديرها فرقة TPEC المتجولة في مقاطعة برن.

## التركيبة السكانية
استوطنت المدينة بشكل أساسي من قبل عشيرة وارسنغالي من عشيرة هارتي دارود. 

## التعليم
للجامعة الوطنية الصومالية فرع في مدينة برن. في يناير 2021 أشادت اللجنة المركزية للجامعة بفرعها في منطقة برن بولاية بونتلاند على الأدء الجيد سواء على مستوى الطلبة أو الإدارة. وقُدرت تكلفة إنشاء الجامعة -الذي موله الصندوق الكويتي للتنمية الاقتصادية العربية بالتعاون مع حكومة الصومال الاتحادية وتنفيئ سلطات بونتلاند- بـ 6 ملايين دولار أمريكي.

## الإعلام
يقدم التلفزيون الوطني الصومالي وإذاعة مقديشو تقارير من برن كما يقدمان تغطية إخبارية منتظمة.

## شخصيات ملحوظة
- جمال محمد حسن، وزير التخطيط والتعاون الدولي في حكومة الصومال الاتحادية
- فارح عول (1937 - 1991) كاتب ومؤلف صومالي

## العمدة
تطالب كل من أرض الصومال وبونتلاند بمدينة برن، ولكل منهما حاكمها الذي يُعين عمدة للمدينة. العمدة يتولى بجانب ذلك منصب حاكم مقاطعة برن.

### صوماليلاند
| الاسم                                      | الاسم بالصومالية                                 | فترة المنصب | فترة المنصب        | فترة المنصب       |
| الاسم                                      | الاسم بالصومالية                                 | تولى المنصب | ترك المنصب         | مدة المنصب        |
| ------------------------------------------ | ------------------------------------------------ | ----------- | ------------------ | ----------------- |
| عبد الله محمد فاتح                         | Cabdalle Maxamed Faatax                          |             |                    |                   |
| عبد الحكيم أحمد محمود (عبد الحكيم الوهابي) | Cabdixakiin Axmed Maxamuud (Cabdixakiin Wahaabi) |             | فبراير 2017 (توفي) |                   |
| علي حسين محمد (علي صومالي)                 | Cali Xuseen Maxamed (Cali Soomaali)              | (مارس) 2017 | مايو 2019          | سنتان وشهران      |
| محمود حامد عمر                             | Maxamuud Xaamud Cumar                            | يونيو .2019 | حتى الآن           | 5 سنوات و272 أيام |

### بونتلاند
| الاسم                | الاسم بالصومالية        | فترة المنصب | فترة المنصب | فترة المنصب       |
| الاسم                | الاسم بالصومالية        | تولى المنصب | ترك المنصب  | مدة المنصب        |
| -------------------- | ----------------------- | ----------- | ----------- | ----------------- |
| عبد الرزاق احمد عيسى | Cabdirisaaq Axmed Ciise |             |             |                   |
| احمد محمد تِمِر        | Axmed Maxamed Timir     | سبتمبر 2019 | حتى الآن    | 5 سنوات و198 أيام |

## خلفية تاريخية
ورد ذكر برن باسم بَدَن في كتاب نُشر في إنجلترا عام 1951، و أشير إلى أن إحداثياتها هي خط عرض 10 درجات و 43 دقيقة شمالاً وخط طول 48 درجة و 20 دقيقة شرقاً.  :18
في عام 1910 سيطر السيد محمد عبد الله حسن على الجزء الجنوبي الشرقي من أرض الصومال البريطانية، وبنى حصنًا عسكريا في برن. 
في عام 1933 اجتاحت موجة جفاف مدينة برن وأنشأت الحكومة معسكر إغاثة كان يأوي 2500 إلى 3000 شخص. 
في عام 1945 استخدمت حكومة أرض الصومال الطُعم المسموم لمكافحة موج الجراد، و نتيجة لذلك أعلن المواطنون التمرد على الحكومة لا سيما الرعاة لأنهم اشتبهوا في أن المبيدات كانت موجهة لإعدام الماشية وتهجير السكان.

### بعد الحرب الأهلية الصومالية
في أوائل الألفينات، أنشأت صوماليلاند مقاطعة برن وأنشأت بونتلاند محافظة هيلان في محاولة من الطرفين لإدارة برن، إلا أن عشائر وارسنغالي التي تستوطن برن حافظت على علاقات سلمية مع كلا الإدارتين.  :124
في نوفمبر 2005 اجتاحت موجة جفاف شديدة محافظة سناج ووصل سعر برميل الماء في مقاطعة برن إلى 4500 شلن. 

### ولاية ماخر
في عام 2006 بدأت خلافات بين عشيرة وارسنغالي وحكومة بونتلاند في صراع على الموارد الجوفية في المناطق السكنية، ومنذ ذلك الحين نأت ورسنغلي بنفسها عن إدارة بونتلاند، رغم رفضها الإنضمام إلى صوماليلاند.  :130
في يناير 2007 أعلنت مقاطعة برن ومقاطعة طَهَر إنشاء ولاية ماخر وانضمت من جانب واحد إلى جمهورية الصومال الفيدرالية. واختيرت برن عاصمة للولاية الجديدة.  :130لكن سرعان ما ظهرت ضعف الولاية الوظيفي ورغم ذلك فشلن كل من صوماليلاند وبونتلاند في السيطرة على تلك المناطق.  :132
في فبراير 2008 انسحبت قوات بونتلاند من برن واحتل جيش صوماليلاند المنطقة. 
في عام 2009 أعلنت ولاية ماخر انضمامها إلى بونتلاند. :7 ورغم ذلك سرعان ما عادت إلى الظهور من جديد في عام 2009.  :27
في عام 2011 أوقفت ولاية ماخر عملياتها بسبب ضغوط من بونتلاند وصوماليلاند. 

### النزاع بين أرض الصومال وبونتلاند وورسنغلي
في يونيو 2013 احتلت قوات صوماليلاند منطقة برن بشكل مؤقت. 
في ديسمبر 2013 زار رئيس ولاية بونتلاند مدينة برن. 
في مارس 2014 احتلت قوات صوماليلاند مدينة برن مرة أخرى بشكل مؤقت.
في أكتوبر 2015 اعتقلت حكومة بونتلاند ثمانية أعضاء في لجنة الانتخابات في صوماليلاند في مقاطعة برن، وأُطلق سراحهم جميعًا في وقت لاحق. 
في يوليو 2016 قال رئيس بلدية برن المعين من قبل صوماليلاند إن تسجيل الناخبين في انتخابات صوماليلاند يسير على ما يرام في جميع أنحاء مقاطعة برن.  كما زار وزير الدفاع في حكومة صوماليلاند برن. 
في فبراير 2017 توفي حاكم مقاطعة برن المعين من قبل صوماليلاند في مستشفى في هرجيسا.
في أغسطس 2017 بدأت صوماليلاند بإصدار بطاقات الناخبين لانتخابات نوفمبر في مقاطعة برن. 
في أكتوبر 2017 أعلنت لجنة الانتخابات في صوماليلاند أن 4235 شخصًا سُجلوا كناخبين في مقاطعة برن. 
في نوفمبر 2017 زار وزير الأمن في حكومة بونتلاند مدينة برن وأعلن أنه لن يتم إجراء انتخابات صوماليلاند في المدينة.  وجرت الانتخابات دون مشاركة برن. 
في يناير 2018 زار وزير التخطيط في حكومة الصومال الاتحادية مدينة برن، واحتجت إدارة صوماليلاند على الزيارة. 

### سيطرة بونتلاند
في مارس 2018 منعت قوات بونتلاند وزير الدفاع في صوماليلاند من زيارة مقاطعة برن.
في أغسطس 2018 أشارت تقارير إلى أن حاكم مقاطعة برن المعين من قبل صوماليلاند يُشتبه في انضمامه إلى بونتلاند.
في سبتمبر 2018 اجتمع مجلس وزراء بونتلاند في برن. وافتتح رئيس ولاية بونتلاند المؤتمر رسميًا في مبنى جامعة ماخر.
في مايو 2019 أعلن محافظ برن المعين من قبل صوماليلاند علي حسين استقالته من المنصب. مؤكدا أن برن تابعة لحكومة بونتلاند. 
في أغسطس 2019 نصبت قوات حكومة بونتلاند كمينا لحاكم المنطقة المعين من قبل صومالايلاند، وأشارت تقارير إلى أنه يرجح أن حاكم إقليم برن السابق هو من دبر العملية. وأدانت حكومة صوماليلاند العملية وحمّلت بونتلاند المسؤولية.
في سبتمبر 2019 ألقت قوات بونتلاند القبض على نائب حاكم مقاطعة برن المعين من قبل صوماليلاند عبد الرحمن أحمد. 
في سبتمبر 2019 انتخب مجلس بلدية برن التابع لحكومة بونتلاند حواء محمود فارح البالغة من العمر 26 عامًا نائبًا لرئيس البلدية. 
في يناير 2020 ، زار وفد برئاسة رئيس مجلس النواب في بونتلاند عبد الرشيد يوسف جبريل مدينة برن. 
في يناير 2021 تدخلت قوات بونتلاند لعرقلة تسجيل الناخبين لانتخابات صوماليلاند.
في يونيو 2021 نشرت حكومة بونتلاند قوات شرطة مدربة في برن.
في أكتوبر 2021 أدان شيوخ برن طرد حكومة صوماليلاند للنازحين من جنوب غرب الصومال من مدينة عيرجابو. 
في مارس 2022 أشرف نائب رئيس صوماليلاند على تبرع بقيمة 5000 دولار قدمته شركة توكل للنقل وتم تسليمه لإدارة قرية قريبة من برن للإغاثة من الجفاف. 
في أكتوبر 2022 زار وزير الشؤون الاجتماعية والأسرة في صوماليلاند مدينة برن والتقى بشيوخ المشاعر للنقاش حول سبل ضم برن إلى صوماليلاند.
في 2 مارس 2023 أطلق مسلحون النار على عضو في مجلس النواب في بونتلاند عن دائرة برن في مدينة بوصاصو . 